# Ҋ
Ҋ ҋ – litera cyrylicy, używana w języku kildin do oznaczenia dźwięku [ç], czyli spółgłoski szczelinowej podniebiennej bezdźwięcznej. Czasami, dla uproszczenia, używana jest również litera Ј.

## Kodowanie
| Znak                   | Ҋ                                         | Ҋ                                         | ҋ                                       | ҋ                                       |
| ---------------------- | ----------------------------------------- | ----------------------------------------- | --------------------------------------- | --------------------------------------- |
| Nazwa w Unikodzie      | CYRILLIC CAPITAL LETTER SHORT I WITH TAIL | CYRILLIC CAPITAL LETTER SHORT I WITH TAIL | CYRILLIC SMALL LETTER SHORT I WITH TAIL | CYRILLIC SMALL LETTER SHORT I WITH TAIL |
| Kodowanie              | dziesiątkowo                              | szesnastkowo                              | dziesiątkowo                            | szesnastkowo                            |
| Unicode                | 1162                                      | U+048A                                    | 1163                                    | U+048B                                  |
| UTF-8                  | 210 138                                   | d2 8a                                     | 210 139                                 | d2 8b                                   |
| Odwołania znakowe SGML | &#1162;                                   | &#x048A;                                  | &#1163;                                 | &#x048B;                                |